# Bia - La sfida della magia
Bia - La sfida della magia (魔女っ子メグちゃん?, Majokko Megu-chan, lett. "La maghetta Meg-chan"), è una serie televisiva anime di genere mahō shōjo realizzata in Giappone nel 1974 dalla Toei Animation.

## Trama
Senza che il mondo se ne accorga, sulla Terra è in atto la selezione per eleggere chi diventerà la futura Regina delle Streghe, il cui regno si trova su un altro pianeta. Le candidate favorite sono Bia e Noa, due giovani streghe che si confrontano ogni giorno per ottenere questo importantissimo titolo.
La serie inizia con la simpatica scena di Bia che ”scende“ sulla Terra: ad attenderla per aiutarla nel suo periodo di apprendistato c'è Mammy, che opera una piccola e innocente magia sui propri cari per fare in modo che credano che Bia faccia parte della famiglia. Mammy è infatti anch'essa una strega, trasferitasi da tempo sulla Terra per amore di un giapponese, che nulla sa della sua provenienza così come i loro due figli. Noa viene affidata a un'altra strega, Kilia, anch'ella da tempo sulla Terra per aver sposato un terrestre, ma questo matrimonio non è felice. Sulla Terra arriva anche Ciosa, un inviato della Regina delle streghe, il quale compie sabotaggi ai danni di Bia e Noa.
Le due giovani streghe frequentano la stessa scuola: pian piano Bia riesce a capire l'importanza di alcuni valori umani come la famiglia, l'amicizia, l'amore. Diventa grande amica di Roca e conosce Dany Hamilto. Noa, invece, non ha la capacità di adattamento della sua rivale: demoralizzata, decide di lasciare il trono a Bia. Ma sa che se arrivasse a ufficializzare questo proposito l'attenderebbe una punizione e così Bia cerca di spronarla per riaccendere la rivalità e le propone una sfida.

## Personaggi
Bia (神崎メグ?, Kanzaki Megu)
È la protagonista dell'anime. Una ragazza molto carina ma tosta, competitiva e se fatta arrabbiare persino aggressiva. Ambisce a diventare la Regina delle Streghe e scende sulla Terra per svolgere un po' di apprendistato. È doppiata da Rihoko Yoshida e Cinzia De Carolis.
Noa (郷ノン?, Gou Non)
È la rivale di Bia. Al contrario di quest'ultima non si trova bene sulla Terra e per un attimo è tentata di cedere il trono alla rivale, ma questa la incoraggerà a continuare proponendole una sfida, salvandola da un duro castigo. È doppiata da Noriko Tsukase e Liliana Sorrentino.
Ciosa (チョーサン?, Choo-san)
Un mago mandato sulla Terra dalla Regina per sorvegliare Bia e Noa. Questo simpatico mascalzone tenterà in ogni modo di sabotare il percorso delle due, sempre senza successo, vuoi per la sua goffaggine, vuoi per le inadempienze dei suoi scagnozzi FruFru e CraCra. Ogni comparsa del personaggio è infatti accompagnata da cadute e gaffe d'ogni sorta, tutti fattori che riescono a rendere simpatico persino un antagonista. È anche molto sensibile al fascino femminile, per non dire un gran pervertito, infatti non perde occasione per spiare Bia, specie in momenti poco opportuni. È doppiato da Masako Nozawa e Armando Bandini.
Mami Japo (神崎マミ?, Kanzaki Mami)
Una strega trasferitasi molti anni prima sulla Terra perché innamorata di un terrestre. Nessuno sospetta della sua identità. È dolce e materna. È a lei che viene affidata Bia durante il suo apprendistato. È doppiata da Nana Yamaguchi e Claudia Ricatti.
Papà Japo (神崎?, Kanzaki)
È il marito di Mami. Anche lui vuole molto bene a Bia. È doppiato da Ken'ichi Ogata e Renzo Stacchi.
Rabi (ラビ?) e Apo (アポ?)
Sono i due figli dei coniugi Japo e "fratelli" di Bia, che si divertono a stuzzicare e infastidire in tutte le maniere. Sono doppiati in giapponese da Keiko Yamamoto e Sachiko Chijimatsu e in italiano da Marco Guadagno e Susanna Fassetta.
FruFru e CraCra
Sono i due tirapiedi di Ciosa, rispettivamente una gatta siamese e un corvo. Li si vede quasi sempre azzuffarsi e insultarsi. CraCra è un gran ruffiano, sempre pronto a cercare di ingraziarsi il padrone. FruFru al contrario è insolente e sfacciata, incapace di tenere per sé quello che pensa. FruFru è doppiata in italiano da Susanna Fassetta; CraCra è doppiato in giapponese da Yuko Maruyama e in italiano da Nino Scardina.

## Fanservice
Anche se non apertamente come in Cutie Honey, Bia la sfida della magia aveva una componente sorprendentemente voyeuristica per quel periodo. Bia era frequentemente raffigurata svestita (in intimo o mentre si faceva il bagno) e queste scene anticiparono il sorgere dei fanservice negli anime; lo stesso brano della sigla originale ne era una prova: Futatsu no mune no fukurami wa/Nandemo dekiru shouko na no ... Shinji no namida wo ukabetara/Otoko no ko nante ichikoro yo! (tradotto: "I miei seni sono la prova che posso fare qualsiasi cosa... Le mie lacrime fanno mettere i ragazzi in ginocchio!").
La sensualità di Bia era spesso rimarcata. Numerose erano le scene nelle quali Bia indossava una vestaglia da notte trasparente sotto la quale era visibile la sua biancheria intima. Rabi faceva inoltre una serie di scherzi con l'intento di svestire la sua "sorellona", come togliere le coperte dal letto di Bia alla mattina, per poi usare una canna da pesca al fine di alzarle la gonna/sottoveste.
Rabi non era il solo voyeur con il quale Bia doveva fare i conti: c'era anche Ciosa, personaggio che si può dire fosse lo stereotipo del pervertito in tutti i sensi del termine. Egli spendeva infatti gran parte del suo tempo spiando Bia e architettando mille piani per umiliare pubblicamente la ragazza. In una scena memorabile dell'episodio 23 Great Operation: Tearful Humiliation (in Italia l'ep. 10 La pendola ipnotica), Ciosa equipaggia la vasca da bagno di Bia con ruote e motore, provocando una corsa per la città mentre Bia si stava lavando. In questo stesso episodio, Ciosa aveva precedentemente tentato d'indurre Bia a spogliarsi grazie all'uso di un orologio a cucù ipnotizzatore; solo l'intervento di Noa all'ultimo minuto salvò Bia dallo spogliarsi completamente. In un'altra scena Ciosa irrompe a casa di Bia, sperando di rapire la ragazza nel sonno (fortunatamente lei si sveglia in tempo e lo caccia dall'abitazione). Anche se le sue intenzioni non erano mai svelate esplicitamente, le motivazioni implicite erano sempre ovvie.
Anche il vestito normalmente indossato da Bia costituiva lo spunto per vari fanservice, infatti aveva una gonna corta e in alcune circostanze venivano messe ben in evidenza le gambe della ragazza.

## Media

### Anime
La serie televisiva anime è stata prodotta da Toei Animation e trasmessa in Giappone su TV Asahi dal 1º aprile 1974 al 29 settembre 1975 in 72 episodi.
L'edizione italiana è stata prodotta dalla Rai, e i dialoghi sono di Gabriele Mattioli (accreditato "Lele Mattioli", per gli ep. 1-57) e di Fabio Traversa (ep. 58-72). Dei 72 episodi sette non sono stati doppiati, probabilmente perché le puntate in questione sono piuttosto noir, affrontando temi quali il suicidio e la violenza. I restanti episodi sono stati trasmessi su Rai 2 dal 2 marzo al 27 ottobre 1981. La serie è stata poi replicata numerose volte, in particolare su TMC nella seconda metà degli anni '90.
Tra le modifiche maggiori del doppiaggio italiano si segnalano la variazione dei nomi delle protagoniste Meg (Bia) e Non (Noa) e del cognome della famiglia di Meg, cambiato da Kanzaki a Japo; Choo-san è stato adattato in Ciosa e Kurou (letteralmente "corvo") divenne Cra Cra. La sigla italiana Bia, la sfida della magia è stata scritta e cantata da Andrea Lo Vecchio e I Piccoli Stregoni.
| Nº | Titolo italiano Giapponese 「Kanji」 - Rōmaji | In onda           | In onda         |
| Nº | Titolo italiano Giapponese 「Kanji」 - Rōmaji | Giapponese        | Italiano        |
| 1  | È arrivata una piccola strega 「すてきな魔女がやってきた」 - Sutekina majo gayattekita | 1º aprile 1974    | 2 marzo 1981    |
| 2  | Noa, la rivale 「あの娘はライバル」 - Ano musume ha raibaru | 8 aprile 1974     | 3 marzo 1981    |
| 3  | Un mucchio di streghe 「魔女がいっぱい」 - Majo gaippai | 15 aprile 1974    | 4 marzo 1981    |
| 4  | Casa dolce casa 「わが家の灯」 - Waga ie no tomoshibi | 22 aprile 1974    | 5 marzo 1981    |
| 5  | Il trucco del secolo 「愛の魔法使い」 - Ai no mahōtsukai | 29 aprile 1974    | 9 marzo 1981    |
| 6  | Papà ha la vita dura 「パパは笑っちゃいられない」 - Papa ha waracchi yairarenai | 6 maggio 1974     | 10 marzo 1981   |
| 7  | Bia s'innamora 「わがあこがれのメグ」 - Wagaakogareno megu | 13 maggio 1974    | 11 marzo 1981   |
| 8  | Taro, che odia tutti 「やつあたりの天才」 - Yatsuatarino tensai | 20 maggio 1974    | 12 marzo 1981   |
| 9  | Il legame dell'affetto 「まごころの歌」 - Magokorono uta | 27 maggio 1974    | 13 marzo 1981   |
| 10 | Avventuroso viaggio in pallone 「すばらしい気球旅行」 - Subarashii kikyū ryokō | 3 giugno 1974     | 16 marzo 1981   |
| 11 | Mano di strega 「月よりの使者」 - Gatsu yorino shisha | 10 giugno 1974    | 17 marzo 1981   |
| 12 | Cani e caos 「わんわん騒動」 - Wanwan sōdō | 17 giugno 1974    | 18 marzo 1981   |
| 13 | Duello nella villa della magia 「決闘！魔法屋敷」 - Kettō! mahō yashiki | 24 giugno 1974    | 19 marzo 1981   |
| 14 | L'arpa fantasma 「幻の竪琴」 - Maboroshi no tategoto | 1º luglio 1974    | 20 marzo 1981   |
| 15 | La ragazza di papà 「パパの恋人？！」 - Papa no koibito?! | 8 luglio 1974     | 23 marzo 1981   |
| 16 | Un tuffo nel cielo 「大空より愛をこめて」 - Ōzora yori ai wokomete | 15 luglio 1974    | 24 marzo 1981   |
| 17 | Le due Bia 「二人のメグちゃん」 - Futari no megu chan | 22 luglio 1974    | 25 marzo 1981   |
| 18 | Amore nell'antico castello 「古城の愛の物語」 - Kojō no ai no monogatari | 29 luglio 1974    | 26 marzo 1981   |
| 19 | Fantasmi in casa Giapo 「さようなら幽霊さん」 - Sayōnara yūrei san | 5 agosto 1974     | 27 marzo 1981   |
| 20 | Forza Milly 「歩くのよ！ミルちゃん」 - Aruku noyo! Miru chan | 12 agosto 1974    | 30 marzo 1981   |
| 21 | Chuk - ex strega 「元魔女チャックバアさん」 - Moto majo chakkubaa san | 19 agosto 1974    | 31 marzo 1981   |
| 22 | 「星はいつ海に降るか」 - Hoshi haitsu umi ni furu ka – "Quando cadono le stelle nel mare?" | 26 agosto 1974    | Inedito         |
| 22 | Un ragazzo umano, travolto dalla disperazione e dalla tristezza, cerca la maniera migliore per un suicidio veloce e sicuro. Bia cerca di soccorrerlo e farlo desistere utilizzando le sue tecniche magiche.  |                   |                 |
| 23 | La pendola ipnotica 「恥かきべそかき大作戦」 - Hazuka kibesokaki daisakusen | 2 settembre 1974  | 1º aprile 1981  |
| 24 | Il vestito rubato 「盗まれたドレス」 - Nusuma reta doresu | 9 settembre 1974  | 2 aprile 1981   |
| 25 | 「幻の少年」 - Maboroshi no shōnen – "Il ragazzo fantasma" | 16 settembre 1974 | Inedito         |
| 25 | Narra la storia di un ragazzo che, alla fine dell'episodio, si viene a scoprir essere defunto da tempo ma che appare ancora nel mondo come fantasma.                                                         |                   |                 |
| 26 | Duello magico 「魔法大合戦」 - Mahō dai kassen | 23 settembre 1974 | 3 aprile 1981   |
| 27 | Il segno dello scorpione 「さそり座の呪い」 - Sasori za no noroi | 30 settembre 1974 | 6 aprile 1981   |
| 28 | 「赤ちゃん騒動」 - Akachan sōdō – "Il polverone di un bambino" | 7 ottobre 1974    | Inedito         |
| 28 | Un bambino viene abbandonato dalla madre |                   |                 |
| 29 | 「天使の涙」 - Tenshi no namida – "La lacrima dell'angelo" | 14 ottobre 1974   | Inedito         |
| 29 | Una suora non riesce a superar il trauma dovuto alla recente morte della sorella; finirà per sacrificare la sua stessa vita nel tentativo di salvare Bia da un terribile incendio scoppiato improvvisamente. |                   |                 |
| 30 | Una strana faccenda 「ふしぎないじめられっ子」 - Fushiginaijimeraretsu ko | 21 ottobre 1974   | 7 aprile 1981   |
| 31 | La sfida alla montagna 「愛の山彦」 - Ai no yamabiko | 28 ottobre 1974   | 8 aprile 1981   |
| 32 | L'ombra della strega 「はばたく魔女の影」 - Habataku majo no kage | 4 novembre 1974   | 4 maggio 1981   |
| 33 | Fiori pericolosi 「サターンの使者」 - Satan no shisha | 11 novembre 1974  | 9 aprile 1981   |
| 34 | Le amiche streghe 「招かれざる客」 - Maneka rezaru kyaku | 18 novembre 1974  | 10 aprile 1981  |
| 35 | Il cavallo bianco 「うちの二階の白い馬」 - Uchino nikai no shiroi uma | 25 novembre 1974  | 13 aprile 1981  |
| 36 | La bambola della mamma 「かえらない人形たち」 - Kaeranai ningyō tachi | 2 dicembre 1974   | 14 aprile 1981  |
| 37 | Le streghe gemelle 「おかしな転校生」 - Okashina tenkōsei | 9 dicembre 1974   | 15 aprile 1981  |
| 38 | Aeroplani di carta 「遠い国ゆき紙ヒコーキ」 - Tooi kuni yuki kami hikoki | 16 dicembre 1974  | 16 aprile 1981  |
| 39 | Un regalo di Babbo Natale 「サンタの名はアポ」 - Santa no mei ha apo | 23 dicembre 1974  | 17 aprile 1981  |
| 40 | La gara più importante 「おてんば大レース！」 - Otenba dai resu! | 6 gennaio 1975    | 20 aprile 1981  |
| 41 | È fuggito un orso bianco 「迷子の白熊くん」 - Maigo no shiro kuma kun | 13 gennaio 1975   | 21 aprile 1981  |
| 42 | La festa della neve 「友情の雪まつり」 - Yūjō no yuki matsuri | 20 gennaio 1975   | 22 aprile 1981  |
| 43 | L'uovo dell'uccello di neve 「ひみつの雪見鳥」 - Himitsuno yukimi tori | 27 gennaio 1975   | 23 aprile 1981  |
| 44 | L'età della ribellione 「やってきました反抗期」 - yattekimashita hankō ki | 3 febbraio 1975   | 24 aprile 1981  |
| 45 | I pattini dell'amicizia 「友情の赤い靴」 - Yūjō no akaikutsu | 10 febbraio 1975  | 27 aprile 1981  |
| 46 | La fata di primavera e la strega d'inverno 「北風・春風物語」 - Kitakaze harukaze monogatari | 17 febbraio 1975  | 29 aprile 1981  |
| 47 | Primavera in barca a vela 「春はヨットに乗って」 - Haru ha yotto ni notte | 24 febbraio 1975  | 28 aprile 1981  |
| 48 | Canzone per una bambola 「にんぎょうの詩」 - Ningyōno shi | 3 marzo 1975      | 30 aprile 1981  |
| 49 | La canzone della girandola 「風車のうた」 - Kazaguruma no uta | 10 marzo 1975     | 1º maggio 1981  |
| 50 | La borsa volante 「空とぶカバン」 - Sora tobu kaban | 17 marzo 1975     | 5 maggio 1981   |
| 51 | Chi vuole Tago? 「タローをよろしく！」 - Taro woyoroshiku! | 24 marzo 1975     | 6 maggio 1981   |
| 52 | Il ritorno di Gombei 「帰ってきたゴンベエ」 - Kaette kita Gonbee | 31 marzo 1975     | 7 maggio 1981   |
| 53 | Al cospetto della regina 「魔界の落第生」 - Makai no rakudaisei | 7 aprile 1975     | 27 ottobre 1981 |
| 54 | I micetti smarriti 「迷子の迷子の子猫ちゃん」 - Maigo no maigo no koneko chan | 14 aprile 1975    | 11 maggio 1981  |
| 55 | Chi è il colpevole? 「犯人は誰だ？」 - Hannin ha dare da? | 21 aprile 1975    | 8 maggio 1981   |
| 56 | 「白百合の秘密」 - Shirayuri no himitsu – "Il segreto del giglio bianco" | 28 aprile 1975    | Inedito         |
| 57 | Le carpe colorate volano nel cielo 「大空高く鯉のぼり」 - Ōzora takaku koi nobori | 5 maggio 1975     | 2 ottobre 1981  |
| 58 | Dov'è Gombei? 「どこへいったのゴンベエ」 - Dokoheittano Gonbee | 12 maggio 1975    | 1° ottobre 981  |
| 59 | 「雨の中の少女」 - Ame no nakano shōjo – "La ragazza sotto la pioggia" | 26 maggio 1975    | Inedito         |
| 59 | Il fratello di Bia inizia a frequentare una ragazza fantasma |                   |                 |
| 60 | Il principe e il circo 「若さま大サーカス」 - Wakasa ma dai sakasu | 2 giugno 1975     | 7 ottobre 1981  |
| 61 | L'uomo della pioggia 「雨ふりおじさん」 - Amefuri ojisan | 16 giugno 1975    | 6 ottobre 1981  |
| 62 | Un autobus per un mondo di magia 「ま夜中発・魔女の国ゆき」 - Ma yonaka hatsu majo no kuni yuki | 23 giugno 1975    | 13 ottobre 1981 |
| 63 | La stella azzurra di Tanabata 「七夕の青い星」 - Tanabata no aoi hoshi | 7 luglio 1975     | 14 ottobre 1981 |
| 64 | Rabi è un buon nuotatore 「カナヅチ騒動」 - Kanaduchi sōdō | 14 luglio 1975    | 8 ottobre 1981  |
| 65 | Un tram di sogno 「夢のチンチン電車」 - Yume no chinchin densha | 21 luglio 1975    | 9 ottobre 1981  |
| 66 | 「霧の中の朝刊太郎」 - Kiri no nakano chōkan tarō – "Il giornale del mattino nebbioso, Tarou" | 4 agosto 1975     | Inedito         |
| 66 | Una donna apprende della morte del figlio tramite una notizia su un giornale, Il ragazzo fantasma ruba i giornali per non far soffrire la madre.                                                             |                   |                 |
| 67 | Un ragazzo e una chitarra 「ギターと少年」 - Gita to shōnen | 18 agosto 1975    | 15 ottobre 1981 |
| 68 | Non si fanno le boccacce 「夏休みのあかんべぇ」 - Natsuyasumi noakanbee | 25 agosto 1975    | 20 ottobre 1981 |
| 69 | Sigma l'alano 「復讐犬シグマ」 - Fukushū inu Shiguma | 8 settembre 1975  | 16 ottobre 1981 |
| 70 | Un aquilone vola nel vento 「大凧よ海風に舞え」 - Dai tako yo umikaze ni mae | 15 settembre 1975 | 21 ottobre 1981 |
| 71 | Il contrattacco di Saturno 「決戦・大魔法！」 - Kessen dai mahō! | 22 settembre 1975 | 22 ottobre 1981 |
| 72 | Arrivederci Bia 「さようならメグちゃん」 - Sayōnara Megu chan | 29 settembre 1975 | 23 ottobre 1981 |

### Manga
Un adattamento manga di Majokko Megu-chan è stato scritto e disegnato da Shigeto Ikehara e pubblicato in capitoli dal 1974 al 1975 dall'editore Ushioshobo sulla rivista Kibō no Tom. Un'edizione tankōbon è stata pubblicata da Shōgakukan sotto l'etichetta Tentōmushi Comics. Di questa è uscito solo un volume, che non raccoglieva tutti i capitoli apparsi su rivista e, nonostante apparisse la dicitura numero 1 su quel volume, non ci sono stati dei volumi successivi. Nel 2001 il manga è stato riedito in volume unico contenente tutti i capitoli dalla casa editrice East Press.